# Invasió normanda de Gal·les

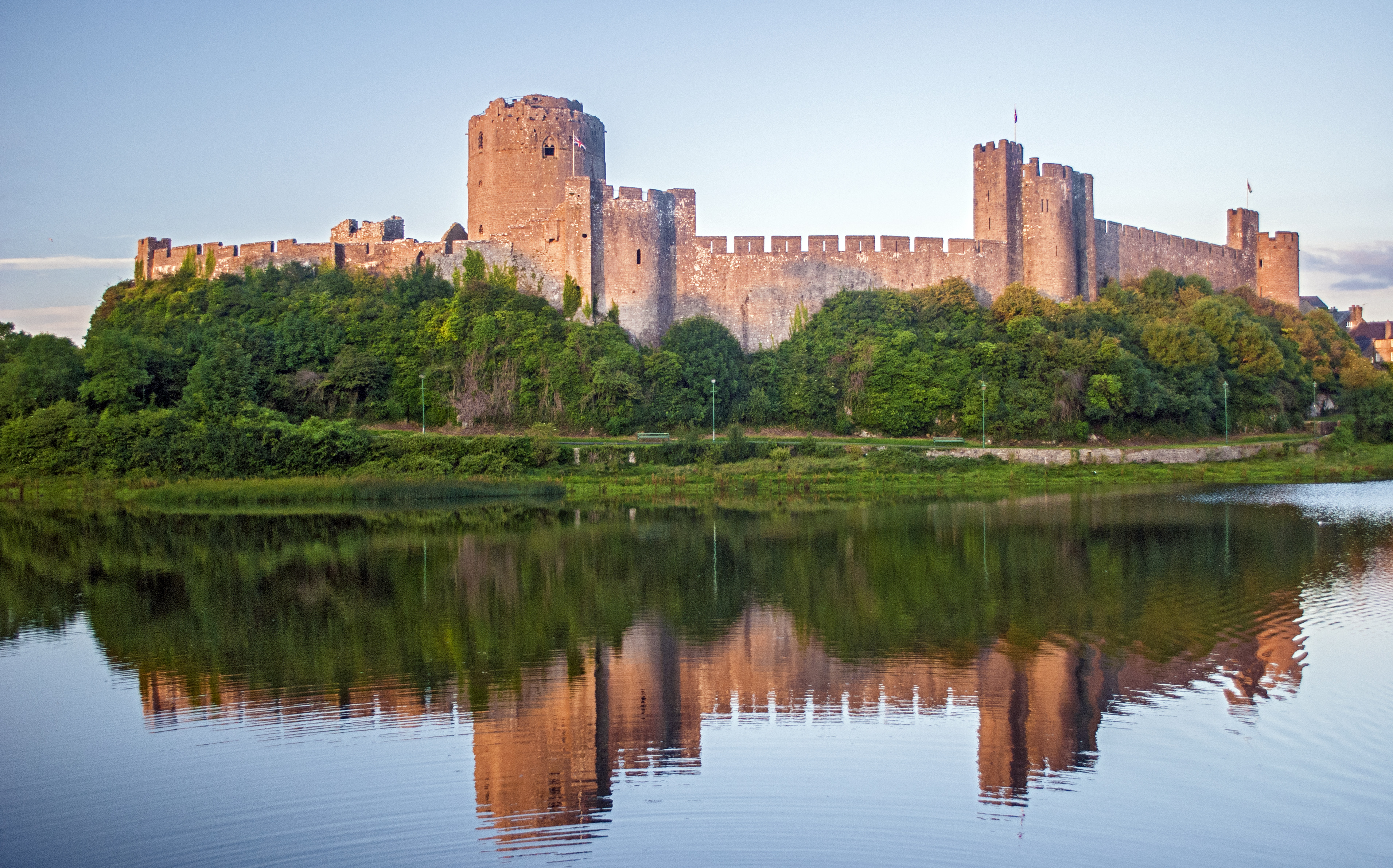
Castell de Pembroke, un dels reductes dels normands a Gal·les.

La Invasió normanda de Gal·les va començar poc després de la Conquesta normanda d'Anglaterra sota Guillem el Conqueridor, que creia seva Anglaterra pel seu dret de naixement.No va ser la intenció de Guillem d'envair també Gal·les, però els atacs gal·lesos sota el rei Gruffudd ap Llywelyn, unificador de Gal·les, contra els normands a Anglaterra, començant en els anys anteriors a la invasió principal normanda del 1066, finalment van forçar a Guillem. Inicialment (1067–1081), la invasió de Gal·les no es va realitzar amb el fervor i la intencionalitat de la invasió d'Anglaterra. Tot i això, una molt més forta invasió dels normands es va iniciar en el 1081 i en el 1094 la majoria de Gal·les era sota el control del fill major de Guillem, el Rei Guillem II d'Anglaterra.
Als gal·lesos en gran manera no els agradava la "crueltat excessiva" dels normands i en el 1101 ja havien recuperat el control de la major part del seu país sota el llarg regnat del Rei Gruffydd ap Cynan, que havia estat empresonat pels normands durant dotze anys abans de la seva fugida.